# 신베이 첩운 안컹 경전철
신베이 첩운 안컹 경전철(중국어 정체자: 新北捷運安坑輕軌, 한어 병음: Xīn běi jié yùn Ān kēng qīng guǐ, 타이뤄: Sin-pak chia̍t-ūn An-kheⁿ Kheng-kúi, 한자음: 신북첩운 안갱경궤, 영어: Ankeng LRT)은 신베이시 신뎬구의 신베이 첩운에서 운행중인 경전철이다.

## 역 목록
| 노선   | 번호 | 이름               | 중국어 이름  | 역 이름                                     | 다른 노선            |
| 안컹선 | K1   | 솽청               | 雙城         | Shuangcheng                                 |                      |
| 안컹선 | K2   | 로즈 차이나 타운   | 玫瑰中國城   | Rose China Town                             |                      |
| 안컹선 | K3   | 타이베이샤오청     | 台北小城     | Taipei Xiaocheng                            |                      |
| 안컹선 | K4   | 겅신안캉병원       | 耕莘安康院區 | Cardinal Tien Hospital Ankang Branch        |                      |
| 안컹선 | K5   | 징원 과학기술 대학 | 景文科大     | Jinwen University of Science and Technology |                      |
| 안컹선 | K6   | 안캉               | 安康         | Ankang                                      |                      |
| 안컹선 | K7   | 양광운동공원       | 陽光運動公園 | Sunshine Sports Park                        |                      |
| 안컹선 | K8   | 신허 초등학교      | 新和國小     | Xinhe Elementary School                     |                      |
| 안컹선 | K9   | 스쓰장             | 十四張       | Shisizhang                                  | 타이베이 첩운 환상선 |

## 같이 보기
- 신베이 첩운
- 노면전차 및 경전철 목록